# Mundizia
Mundizia (III secolo – 310) è considerata dalla tradizione una martire cristiana e pertanto venerata come santa dalla Chiesa cattolica.

## Agiografia e culto
Nulla si conosce della vita e del presunto martirio di Mundizia; le sue reliquie sono un corpo santo, estratto dalle catacombe di San Ciriaco di Roma e portato a Monaco di Baviera nel 1675 . Oggi si trovano in un altare laterale nella Peterskirche (chiesa di San Pietro) a Monaco di Baviera. Consistono di uno scheletro ornato di gemme e pietre colorate con occhi falsi nel teschio. Il tutto in una teca monumentale barocca in cristallo.
Sul reliquario si legge: 
DDM MUNDICIAE PROTOGENIE BENEMERENTI QUAE VIXIT ANNOS LX QUAE IBIT IN PACE XV KAL D  – APC
Il significato di  "APC" non è chiaro. Potrebbe significare: ASCIA PLEXA CAPITA (decapitata con un'ascia), descrivendo il suo martirio; ma anche: ANDRONICO PROBO CONSULIBUS, riferendosi al fatto che il suo martirio ebbe luogo durante la reggenza di Andronico. Questo significherebbe che la sua morte ebbe luogo nell'anno 310.
Il 17 novembre a Monaco di Baviera ha luogo una processione di candele in onore della santa.